# Der Mann vom großen Fluß
Der Mann vom großen Fluß (Originaltitel: Shenandoah) ist ein US-amerikanisches Bürgerkriegsdrama von Andrew V. McLaglen aus dem Jahr 1965 mit James Stewart in der Hauptrolle.

## Handlung
Der Film spielt im Jahr 1863, zur Zeit des amerikanischen Sezessionskrieges in Virginia. Der Farmer Charlie Anderson ist seit 16 Jahren Witwer; seine Frau starb bei der Geburt des jüngsten Sohnes Robert, der meist nur als „Junior“ angesprochen wird (im Original „Boy“). Er lebt mit seinen hart arbeitenden sechs Söhnen, seiner Tochter und der Schwiegertochter im Shenandoah-Tal, während der Bürgerkrieg immer näher rückt. Anderson ist sowohl ein Gegner der Sklaverei als auch grundsätzlich gegen den Krieg und meint deshalb, seine Familie aus dem für den Süden schlecht laufenden Konflikt heraushalten zu können; mit Vehemenz wehrt er sich gegen den Einzug seiner Söhne in die Südstaaten-Armee, und mit ihren Fäusten bearbeitet die Familie sogar den eines Tages auftauchenden Trupp von Regierungsleuten, der Pferde beschlagnahmen will. Seine einzige Tochter Jennie heiratet allerdings den jungen Konföderierten-Leutnant Sam, der noch am Tag der Hochzeit ins Feld einrückt. Am gleichen Tag wird Charlies Sohn James Vater einer Tochter.
Der jüngste Sohn Robert hatte in einem Bach eine Südstaatenmütze gefunden und trägt sie seitdem. Sein bester Freund Gabriel ist ein Sklavenjunge des Nachbarn Abernathy. Gemeinsam sind sie auf Jagd, als sie in eine Schießerei zwischen Südstaatlern und Nordstaatlern geraten. Wenig später wird „Junior“ von Nordstaatlern gefangen genommen, da er aufgrund seiner Mütze für einen Rebellen gehalten wird. Den Sklavenjungen lassen die Yankees laufen. Jetzt geht der Krieg auch die Familie Anderson etwas an, wie es der besonnene Jacob seinem Vater schon mehrfach prophezeit hatte. Gemeinsam machen sich Charlie und vier seiner Söhne auf die Suche nach dem Gefangenen, und auch Tochter Jennie lässt sich nicht davon abbringen. Lediglich die junge Mutter Ann, ihr Ehemann James und das Baby bleiben allein auf der Farm zurück.
Auf dieser Suche kommen sie in ein Unions-Camp, dessen Kommandeur einiges Verständnis für Andersons Situation zeigt; doch Gefangene werden in diesem Stadium des Kriegs in Massen gemacht und zumeist per Zug in die nördlicheren Gebiete transportiert. Charlie begibt sich mit den Seinen zu einer Bahnstation, wird freilich vom dortigen Befehlshaber mit dem Hinweis auf einzuhaltende Fahrpläne brüsk abgewiesen. Daraufhin organisiert der energische Rancher einen nächtlichen Überfall auf freier Strecke; unter den dabei befreiten C.S.A.-Gefangenen ist Robert zwar nicht zu finden, aber Leutnant Sam, der sich nach seiner ersten (und verlorenen) Schlacht zur Freude Jennies dem Trupp des Schwiegervaters anschließt. Derweil hat „Junior“ in einem direkt an einem Fluss gelegenen Gefangenenlager die Freundschaft des Soldaten Carter gewonnen, und als beide auf einem Dampfer verfrachtet werden sollen, gelingt ihnen mit anderen Rebellen die Flucht. Wenig später stoßen diese auf eine versprengte Einheit der Konföderation, und Robert macht zum ersten Mal direkte Kampferfahrungen. Die Yankees erweisen sich freilich auch in diesem Gefecht als überlegen, und der kleine Anderson ist bereits dem Tode geweiht, als der über ihm gebeugte Unions-Soldat plötzlich den Freund erkennt – es ist der nunmehr eine blaue Uniform tragende Gabriel.
Enttäuscht und erschöpft gibt Charlie eines Tages die Suche nach seinem Jüngsten auf. Unterdessen fällt ein Trio von Plünderern über die Farm her und tötet sowohl James als auch dessen Gattin; nur das Baby überlebt. Und die Tragik nimmt ihren Lauf, als sich der Suchtrupp auf seinem Heimweg einer Brücke nähert, wo er einen eingeschlafenen Wachmann der „Grauen“ so sehr erschreckt, dass dieser sein Gewehr abfeuert und dabei Jacob tötet. Zu Hause angekommen, informiert der Arzt Dr. Witherspoon den desillusionierten Charlie über das Geschehene; nach kurzem Monolog an der nun Zuwachs bekommen habenden Grabstätte der Familie beschließt er jedoch, mit den verbliebenen Söhnen weiterzumachen, als sei nichts geschehen. Dazu gehört auch der von allen nicht sonderlich geliebte Kirchgang (Charlie hatte dies allerdings seiner sterbenden Frau versprechen müssen) – mitten im Gottesdienst öffnet sich die Tür, und der verwundete Robert humpelt, gestützt von einer Krücke, herein. Charlie nimmt ihn glücklich in seine Arme.

## Hintergrund
Der Originaltitel Shenandoah bezieht sich auf den gleichnamigen Fluss. Der Film galt 1965 als ein Statement gegen den Krieg im Allgemeinen, angesichts des beginnenden Vietnamkrieges. Als Charlie Anderson seinen Schwiegersohn, Offizier der Südstaatenarmee, fragt, warum er an einem Krieg teilnehme, den er doch verloren wisse, antwortet dieser: „Mitmachen ist einfacher als weglaufen.“
Der Regisseur Andrew V. McLaglen ist der Sohn des Schauspielers Victor McLaglen.

## Filmmusik
Als Filmmusik dient die Melodie des amerikanischen Volksliedes „Shenandoah“. Stewart vertonte eine Version des Titelsongs mit seinem Sprechgesang auf dem Soundtrack.

## Kritiken
- Joe Hembus’ Westernlexikon zitierte die britische Journalistin Dilys Powell: „James Stewart spielt einen jener genialisch unfehlbaren Eltern, die man sich im Kino mit Genuß betrachtet, während man sich gleichzeitig gratuliert, daß sie einem im Leben erspart geblieben sind.“

- Adolf Heinzlmeier und Berndt Schulz in Lexikon „Filme im Fernsehen“ (Erweiterte Neuausgabe). Rasch und Röhring, Hamburg 1990, ISBN 3-89136-392-3, S. 543–544: „Pazifistisches Antikriegsmelodram, sentimental und schwülstig.“ (Wertung: 1½ Sterne = mäßig)

- Lexikon des internationalen Films: „Der Film läßt den idealistischen Glauben an die Möglichkeit eines unversehrten Bestandes der Familie im Krieg scheitern. Durch den Einbruch der Kriegsfolgen in einen beispielhaften familiären Verbund hält er den Zuschauer zum Nachdenken über ethisch vertiefte Fragestellungen an. Einige gestalterische Mängel können die positive Ausstrahlung nicht entscheidend behindern.“[2]

- Evangelischer Filmbeobachter: „Ausgezeichnet gestaltet und voll ethischer Werte, wenn auch gelegentlich etwas betont zu Herzen gehend. Ab 14 zu empfehlen.“[3]

## Auszeichnungen
Der Film wurde 1966 für einen Oscar in der Kategorie „Bester Ton“ nominiert. Rosemary Forsyth erhielt eine Golden Globe Award Nominierung in der Kategorie „Beste Nachwuchsdarstellerin“.

## Synchronisation
Die deutsche Synchronfassung entstand nach dem Dialogbuch und der Dialogregie von Thomas Keck bei der Berliner Synchron GmbH.
| Rolle                   | Darsteller       | Synchronsprecher       |
| ----------------------- | ---------------- | ---------------------- |
| Charlie Anderson        | James Stewart    | Siegmar Schneider      |
| Col. Fairchild          | George Kennedy   | Friedrich Schoenfelder |
| Capt. Richards          | Berkeley Harris  | Claus Jurichs          |
| Carter                  | James Best       | Michael Chevalier      |
| Cpt. Johnson            | Tom Simcox       | Claus Wilcke           |
| Dr. Tom Witherspoon     | Paul Fix         | Hans Hessling          |
| Jacob Anderson          | Glenn Corbett    | Thomas Eckelmann       |
| James Anderson          | Patrick Wayne    | Joachim Ansorge        |
| Jenkins                 | Harry Carey Jr.  | Hans Walter Clasen     |
| Jennie Anderson         | Rosemary Forsyth | Marianne Lutz          |
| John Anderson           | Jim McMullan     | Wolfgang Condrus       |
| Zugführer               | Strother Martin  | Walter Bluhm           |
| Leutnant Sam            | Doug McClure     | Thomas Danneberg       |
| Mule                    | Kevin Hagen      | Gerd Martienzen        |
| Nathan Anderson         | Charles Robinson | Andreas Mannkopff      |
| Pastor Bjoerling        | Denver Pyle      | Hugo Schrader          |
| Pferdeeinkäufer Carroll | Kelly Thordsen   | Martin Hirthe          |
| Tinkham                 | Lane Bradford    | Arnold Marquis         |
| Unionssergeant          | Edward Faulkner  | Edgar Ott              |